# Barbara Bishop
Barbara Bishop (sinh ngày 10 tháng 2 năm 1956) là một vận động viên chạy nước rút người Barbados. Bà đã thi đấu ở nội dung 400 mét nữ tại Thế vận hội Mùa hè năm 1972.